# Emmy Diemer-Nicolaus
Emmy Diemer-Nicolaus, geb. Nicolaus (* 31. Januar 1910 in Gießen; † 1. Januar 2008 in Stuttgart) war eine deutsche Juristin und Politikerin der FDP/DVP.

## Leben und Beruf
Emmy Diemer-Nicolaus wuchs in Gießen auf. Sie verließ bereits mit 16 Jahren, als sie sich verlobt hatte, ihr Elternhaus und brach die Schule ab. Nach dem frühen Unfalltod ihres Mannes holte sie ihr Abitur nach und studierte ab 1933 Rechtswissenschaften sowie Volks- und Betriebswirtschaftslehre in Gießen. Nach dem ersten Staatsexamen 1937 wurde sie an der Ludwigs-Universität Gießen mit ihrer Arbeit über „[den] Grundbuchberichtigungszwang“ promoviert. Ab 1938 arbeitete sie zunächst bei der I.G. Farben in Ludwigshafen am Rhein. Nachdem sie ihren zweiten Ehemann geheiratet hatte, zog sie 1940 mit ihrer Familie nach Stuttgart, wo sie bis zum Kriegsende als Schadenssachbearbeiterin für die Württembergische Feuerversicherung arbeitete und 1944 ihr zweites Staatsexamen ablegte. 
Da sie von den Nationalsozialisten nicht zur Rechtsanwaltschaft zugelassen wurde, konnte sie diesen Beruf erst nach Kriegsende ergreifen. Neben ihrer Berufstätigkeit war Emmy Diemer-Nicolaus auch ehrenamtlich für den Deutschen Juristinnenbund tätig. Seit Ende der 1950er Jahre war die dreifache Mutter geschieden. Der Plan der sozialliberalen Regierung, sie zur Richterin des Bundesverfassungsgerichts zu machen, scheiterte 1971 am Widerstand der Unionsparteien.

## Partei
Diemer-Nicolaus trat 1946, beeinflusst durch Aufsätze Wolfgang Haußmanns, der DVP bei, deren Landesvorstand (nun FDP/DVP) sie auch von 1959 bis 1971 angehörte. Sie war bis zu ihrem Tode Ehrenvorsitzende des FDP/DVP-Kreisverbandes Stuttgart.

## Abgeordnete
Von 1946 bis 1950 war Emmy Diemer-Nicolaus Gemeinderätin in Stuttgart. Danach war sie von 1950 bis 1952 Mitglied des Landtages von Württemberg-Baden, bzw. nach dem Zusammenschluss von Württemberg-Baden, Württemberg-Hohenzollern und Baden 1952 bis 1957 Mitglied des Landtages von Baden-Württemberg. Hier setzte sie sich besonders für eine liberale Verfassung für Baden-Württemberg ein.
1957 wurde Diemer-Nicolaus über die Landesliste der FDP in Baden-Württemberg in den Deutschen Bundestag gewählt. Dort war sie Expertin ihrer Fraktion für Haushalts- und Verfassungsfragen. Von Januar 1963 bis 1965 war sie stellvertretende Vorsitzende des Rechtsausschusses. Sie gehörte auch dem Sonderausschuss für die Große Strafrechtsreform an, wo sie sich für die Resozialisierung straffällig Gewordener einsetzte. Resozialisierung sollte den alten Rache- und Sühnegedanken ersetzen. Dafür forderte sie auch „einen Ausbau der sozialtherapeutischen Anstalten und für arbeitende Strafgefangene eine angemessene Bezahlung ihrer Leistungen, um den Unterhalt für die Familien zu sichern, das Opfer der Straftat zu entschädigen und eine Rückzahlung von Schulden zu ermöglichen.“ Außerdem engagierte sie sich für die Gleichberechtigung von Mann und Frau, indem sie u. a. als eine der ersten Politiker Teilzeitarbeit für berufstätige Frauen forderte. In der Debatte um den § 218 StGB engagierte sich Emmy Diemer-Nicolaus für die Einführung der ethischen Indikation bei einer Schwangerschaft aufgrund einer Vergewaltigung. Außerdem hatte sie entscheidenden Anteil an der Reform des Ehe- und Scheidungsrechts, das heute anstelle des Schuldprinzips vom Zerrüttungsprinzip ausgeht.
Von 1971 bis 1973 war Diemer-Nicolaus Mitglied der Beratenden Versammlung des Europarates.
Unterlagen über ihre Tätigkeit für die FDP im Deutschen Bundestag liegen im Archiv des Liberalismus der Friedrich-Naumann-Stiftung für die Freiheit in Gummersbach.

## Ehrungen und Auszeichnungen
Emmy Diemer-Nicolaus wurde 1968 mit dem Verdienstkreuz 1. Klasse der Bundesrepublik Deutschland ausgezeichnet. 1972 erhielt sie den Fritz-Bauer-Preis und 1973 das Große Bundesverdienstkreuz sowie die Verdienstmedaille des Landes Baden-Württemberg. 2018 wurde ein Sitzungssaal in den Räumlichkeiten der Landtags-FDP in Stuttgart nach Diemer-Nicolaus benannt.

## Veröffentlichungen
- Es gibt keine spezielle Politik für Frauen. In: Birgit Meyer: Frauen im Männerbund. Politikerinnen in Führungspositionen von der Nachkriegszeit bis heute. Campus-Verlag, Frankfurt am Main u. a. 1997, ISBN 3-593-35889-1, S. 163–190.